# Binodoxys benoiti
Binodoxys benoiti är en stekelart som först beskrevs av Mackauer 1959.  Binodoxys benoiti ingår i släktet Binodoxys och familjen bracksteklar. Inga underarter finns listade.